# 青岛中西医结合医院
青岛中西医结合医院，也称“青岛市第五人民医院”是一所位于中华人民共和国山东省青岛市市南区的三级甲等医院，是山东省首家三级甲等中西医结合医院。前身是私营博济医院。后名称历经“青岛公安医院”、“青岛市机关职工医院”、“青岛市海滨医院”、“青岛市台西医院”，最后于1996年7月，正式改为现名。医院较为重视就医环境，计划于2017年进行扩建。